# 크리스티안 슈베글러
크리스티안 슈베글러(독일어 : Christian Schwegler, 1984년 6월 6일 ~ )는 스위스 태생의 전 축구 선수이다.

## 사생활
형제로 피르민 슈베글러가 있으며, 축구 선수였다.